# Marcel Kaffenberger
Marcel Kaffenberger (* 12. März 1994 in Frankfurt am Main) ist ein ehemaliger deutscher Fußballspieler.

## Karriere
Marcel Kaffenberger begann das Fußballspielen in Hattersheim beim Stadtteilverein FC Eddersheim. Mit neun Jahren wechselte er zu Eintracht Frankfurt, bevor er 2006 vom 1. FSV Mainz 05 angeworben wurde. Nach drei Jahren kehrte er allerdings wieder nach Frankfurt zurück und schloss sich dem FSV Frankfurt an. Dort spielte er erfolgreich in den höheren Jugendmannschaften und schaffte erst 2011 mit der U-17 den Aufstieg in die Junioren-Bundesliga. Im Jahr darauf wurde der zentrale Mittelfeldspieler Kapitän der U-19 und schaffte auch mit diesem Team den Aufstieg in die höchste Spielklasse.
Danach wurde Kaffenberger in seinem letzten Juniorenjahr gleichzeitig auch in den Kader der ersten Mannschaft des FSV in der 2. Fußball-Bundesliga aufgenommen. Am fünften Spieltag saß er als Ersatzspieler erstmals auf der Bank und in einem Freundschaftsspiel im Oktober 2012 spielte er 90 Minuten in der Profimannschaft. Seinen ersten Zweitligaeinsatz hatte er am 8. März 2013, als er beim Heimspiel gegen den VfR Aalen beim Stand von 5:0 für die letzten zehn Minuten eingewechselt wurde. In den folgenden Spielzeiten kam er wieder nur zu jeweils einem Zweitligaeinsatz; am 21. Dezember 2013 gegen den TSV 1860 München (2:2) und am 16. Dezember 2014 gegen den 1. FC Heidenheim (2:0). Kaffenbergers bis 2015 laufender Vertrag beim FSV Frankfurt wurde nicht verlängert.
Am 20. Juni 2015 wurde sein Wechsel zum Chemnitzer FC bekannt gegeben, wo er einen Vertrag über zwei Jahre unterschrieb.
Zur Saison 2016/17 wechselte er zum Ligakonkurrenten Sportfreunde Lotte, bei dem er einen Einjahresvertrag erhielt. Nachdem sein Vertrag nach Saisonende nicht verlängert worden war, war Kaffenberger zunächst vereinslos.
In der Winterpause der Saison 2017/18 schloss er sich dem Tabellenletzten FC Rot-Weiß Erfurt an und bestritt dort 12 Partien. Nach der Insolvenz und dem Abstieg des Vereins in die Regionalliga Nordost, geht Kaffenberger als Kapitän einer komplett neuformierten Erfurter Mannschaft in die Saison 2018/19. Neben Morten Rüdiger ist er der einzige Spieler aus dem Kader des Vorjahres, der dem Verein erhalten geblieben ist.
Aufgrund vieler Verletzungen beendete Kaffenberger im Mai 2020 seine aktive Karriere nachdem Rot-Weiß Erfurt bereits im Januar 2020 Insolvenz angemeldet und den Spielbetrieb eingestellt hat.

## Erfolge
FSV Frankfurt
- Aufstieg in die B-Jugend-Bundesliga Süd/Südwest: 2011
- Aufstieg in die A-Jugend-Bundesliga Süd/Südwest: 2012